# Luciano Calosso
Luciano Calosso (Roma, 23 ottobre 1953) è un architetto, scenografo e costumista italiano.

## Biografia
Luciano Calosso si laurea in Architettura presso l'Università la Sapienza di Roma nel 1979.
Negli anni si alterna, come scenografo e costumista, alla realizzazione di oltre 57 film per il cinema e la televisione.

Candidato cinque volte al premio David di Donatello e vincitore nel 1981 con il film Fontamara.

Firma l'allestimento scenografico dell'Expò di Siviglia in Spagna per gli architetti Gae Aulenti e Pierluigi Spadolini.

Docente incaricato per il dipartimento di Design industriale all'Università di Genova presso la facoltà di Architettura.

Docente di scenotecnica dal 2012 presso l'Accademia delle Belle Arti di Lecce.

Su incarico del Governo italiano, e conseguentemente del rettore di Tor Vergata, realizza la scenografia dell'incontro di S.S. Giovanni Paolo II con i giovani per il Giubileo del 2000.

Firma il progetto del Padiglione Italia ad Aichi 2005 per il Commissariato Generale italiano in Giappone, su incarico del Governo italiano.

Svolge l'attività di ideatore e curatore di mostre culturali per conto del Ministero degli Affari Esteri dal 2006.

## Filmografia parziale
- Il giustiziere di mezzogiorno (1975), regia di Mario Amendola, (scenografia);
- Grazie tante arrivederci (1976), regia di Mauro Ivaldi, (scenografia);
- Noi non siamo angeli (1977), regia di Frank Kramer, (scenografia)[3];

- Il Passatore (1977), regia di Piero Nelli, (costumi);
- Fontamara (film) (1980), regia di Carlo Lizzani, (costumi);
- Aiutami a sognare (1981), regia di Pupi Avati, (assistente costumi);
- Miele di donna (1981), regia di Gianfranco Angelucci, (scenografia e costumi);
- L'ammiratrice (1983), regia di Romano Scandariato, (scenografia e costumi)[4];
- Zoom su Fellini (1983), regia Gianfranco Angelucci, (scenografia e costumi)[5];
- La neve nel bicchiere (1986), regia di Florestano Vancini, (costumi);
- I protagonisti di Fellini (1984), regia di Gianfranco Angelucci, (scenografia e costumi);
- Un italiano scomodo - documentario (1985), per RAI 3, regia di Pino Adriano, (scenografia e costumi);
- Portami la luna (1986), regia di Carlo Cotti, (scenografia e costumi);
- La bottega dell'orefice (1989), regia di Michael Anderson, (scenografia)[6];
- Il lungo viaggio (1987), regia di Biagio Proietti, (scenografia);
- Un poliziotto in città (1988) 13 film da '60 per RAI 2, regia di Maurizio Rotundi, (scenografia);
- Il prato delle volpi (1989), regia di Piero Schivazappa, (scenografia);
- Cattiva (1991), regia di Carlo Lizzani, (scenografia)[7];

- Sindrome veneziana (1991), regia di Carlo U. Quinterio, (scenografia);
- Favola crudele  (1991), regia di Roberto Leoni, (scenografia)[8];

- Frate Julianus serie TV (1991), regia di Gàbor Koltay,(scenografia);
- Berlino '39 (1993), regia di Sergio Sollima, (scenografia);
- Stato d'emergenza (film TV) (1992), regia di Carlo Lizzani, (scenografia);
- Caccia alle mosche (1993), regia di Angelo Longoni, (writers e scenografia)[9];

- A Dio piacendo (1993), regia di Filippo Altadonna, (scenografia);
- Delitto passionale (1994), regia di Flavio Mogherini, (scenografia);
- Il grande fuoco (1995), regia di Fabrizio Costa, (scenografia)[10];

- Quinta generazione (1997), regia di Teresio Spalla, (scenografia);
- Passaggio per il paradiso (1998), regia di Antonio Baiocco, (scenografia)[11];

- Un prete tra noi 2 (1998), regia di Lodovico Gasparini, (scenografia);
- Buck e il braccialetto magico (1999), regia di Antony Richmond, (scenografia)[12];

- Una sola debole voce (1999) fiction per RAI 2, regia di Gianluigi Calderone, (scenografia);
- I giorni dell'amore e dell'odio - Cefalonia (2000), regia di Claver Salizzato, (scenografia e costumi);
- Sos laribiancos - I dimenticati (2001), regia di Piero Livi, (scenografia e costumi)[13].

## Riconoscimenti
- 1981 - David di Donatello per Fontamara, regia di Carlo Lizzani.

## Curiosità
- Nel 1997 con la regia di Gabriele Salvatores ha curato la scenografia di uno spot pubblicitario della Buitoni;
- Nel 2002 ha prodotto per RAI SAT Ragazzi I luoghi di Harry Potter (Rai Sat Ragazzi) (5 puntate) e La via delle fate (20 puntate);
- Nel 2009 al Gran Galà del Made in Italy condotto da Pippo Baudo su RAI 1 riceve il premio per la diffusione della cultura italiana nel mondo[14].